# تشارلز لي (عالم)
تشارلز لي (بالإنجليزية: Charles Lee)‏ (و. 1969  م) هو باحث، وأستاذ جامعي، وعالم أمراض كندي، ولد في سول.

## التعليم
تعلم في جامعة ألبرتا.